# 114613 Antoninobrosio
114613 Antoninobrosio este o planetă minoră (asteroid), cu un diametru de 5,749 km, din centura de asteroizi. A fost descoperită pe 25 februarie 2003 la  de . 
Obiectul prezintă o orbită caracterizată de o semiaxă mare de 3,1909041311911 UAi, o excentricitate de 0,19615109856225, o înclinație de 14,244356162707 ° în raport cu ecliptica.